# Anita Žnidaršič
Anita Žnidaršic, slovenska kolesarka, * 1. marec 1996.
Nastopila je na Svetovnem prvenstvu v cestnem kolesarstvu 2015.